# Stefan Sprey
Stefan Sprey (* 17. Januar 1955) ist ein ehemaliger deutscher Fußballspieler und -trainer.

## Karriere

### Spieler
Sprey spielte von 1972 bis 1974 für die A-Jugendmannschaft von Kickers Offenbach, mit der er im Endspiel um die Deutsche A-Junioren-Meisterschaft am 8. Juli 1973 in München gegen den VfB Stuttgart mit 1:3 verlor. Im Jahr darauf scheiterte er mit seiner Mannschaft im Halbfinale am 1. FC Köln, der die Begegnung am 7. Juni 1974 mit 3:2 im Elfmeterschießen gewann. Das anschließende und zwei Tage später ausgetragene Spiel um Platz 3 wurde gegen den Hamburger SV mit 1:2 ebenfalls im Elfmeterschießen verloren.
Sein erster Verein im Seniorenbereich war von 1974 bis 1978 der in der Staffel Süd der seinerzeit zweigleisigen 2. Bundesliga spielende SV Darmstadt 98. Für den Verein bestritt er 36 Punktspiele, wobei er am 2. März 1975 (25. Spieltag) bei der 2:3-Niederlage im Auswärtsspiel gegen den FC 08 Homburg als Abwehrspieler debütierte. In seiner letzten Saison trug er mit vier Punktspielen zur Meisterschaft der Staffel Süd bei, der den erstmaligen Aufstieg des Vereins in die Bundesliga bedeutete. Sein einziges Pokalspiel bestritt er am 8. August 1976 im Erstrundenspiel beim SVA Gütersloh, das erst mit 3:2 n. V. gewonnen werden konnte.
In der Saison 1978/79 bestritt er für den in die 2. Bundesliga Süd aufgestiegenen FC Hanau 93 29 von 38 Punktspielen und erzielte am 20. August 1978 (4. Spieltag) beim 5:1-Sieg im Heimspiel gegen den FSV Frankfurt mit dem Treffer zum 1:1 in der 25. Minute sein einziges Tor im Seniorenbereich.

### Trainer
Nach dem Erwerb seiner Trainerlizenz war er vom 1. Juli 1983 bis zum  8. September 1984 für Blau-Weiß 90 Berlin tätig. In der seinerzeitigen Oberliga Berlin führte er den Neuling am Saisonende 1983/84 zur Berliner Meisterschaft und über die Aufstiegsrunde der Gruppe Nord in die 2. Bundesliga; in dieser Spielklasse war er bis einschließlich des 5. Spieltages verantwortlich, bevor er ihn Bernd Hoss ablöste.
Seine zweite Trainerfunktion übte er vom 11. November 1986 bis zum 7. Januar 1990 bei Hertha 03 Zehlendorf aus, seine dritte vom 25. April 1992 bis zum 4. November 1993 beim SV Babelsberg 03. Seine letzte Mannschaft führte er von der Bezirksliga über die Landesliga in die Verbandsliga Brandenburg.